# Amagerbroderi

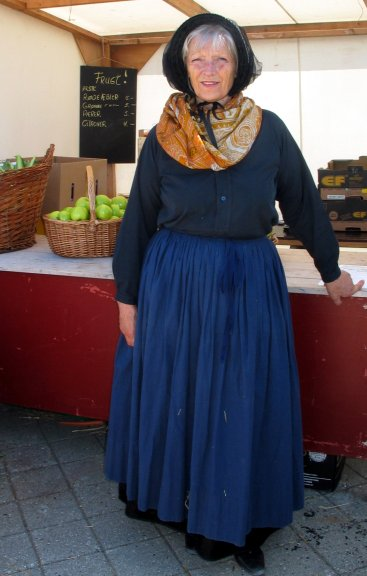
Amagerkvinna i folkdräkt.

Amagerbroderi, broderi härrörande från ön Amager utanför Köpenhamn i Danmark. Broderiet uppkom bland de holländare som bodde på ön från 1520.

## Historia
Kung Kristian II blev kung av Danmark och Norge år 1513 vid 32 års ålder. Han fortsatte kriget mot Sverige. Efter Slaget på Åsundens is lyckades han befästa Kalmarunionen och blev kung i Sverige. Han planerade ett stort handelskompani för de nordiska länderna med säte i Nederländerna. Drottning Elisabet hade vuxit upp vid det holländska hovet.
Kungen bjöd in holländska bönder för att odla grönsaker i den mullrika jorden på Amager. Syftet var att förse Drottningen och hovet i Köpenhamn med livsmedel. Dessa bönder förde med sig sin sömnadskonst och sina folkdräkter till Amager.
Kristian II strävade efter att reformera sitt rike utfärdade reformer som gynnade borgerskapet och bönder. Han avskaffade livegenskapen och förbättrade skolundervisningen genom att klockare och präster skulle undervisa allmogen.
Han förde en anti-tysk politik, vilket gjorde att hansastaden Lübeck stöttade Gustav Vasa.

## Holländskt textilhantverk i Danmark
Store Magleby kallas också för Holländarbyn efter de holländska bönder som kom till byn 1521. En gård förvärvades 1921 för att bli ett museum. Från 1973 består Amagermuseet av två gårdar.

### Amagerbroderi
Broderiet utförs med plattsöm i kulörta färger med linne- eller silkestråd på linne. Sjal till folkdräkter sys ofta med silkestråd. Ett vanligt motiv är blomster. Kvinnorna på Amager lärde sig detta broderi i början av 1800-talet.

### Amagersömnad
Amagersömnad är ett handarbete som utförs med linne- eller silkestråd på linne. Det kom till Amager med holländska invandrare på 1500-talet och användes för utsmyckning av folkdräkter och sänglinne. Amagersömnad skiljer sig från dansk Hedebosöm genom att inspirationen kom från Nederländerna. Den blev känd från början av 1700-talet och nådde sin höjdpunkt på i slutet på århundradet. Man sydde från början på vitt linne, men från mitten av 1700-talet linnetråden blå.